# Lac des Galens
Le lac des Galens est un lac de barrage du plateau de l'Aubrac (Rouergue) situé sur la commune de Soulages-Bonneval  et alimenté par la Selves.

## Caractéristiques
Sa superficie est de 50 ha et sa profondeur d'un maximum de 15 m.
C'est un lac de plaine aux berges en pentes douces avec de nombreuses plages de sable et des fonds peu encombrés, formé par un lac artificiel à vocation hydroélectrique et de loisirs.

## Activités
En été, la baignade est autorisée et surveillée dans une fourchette de dates de début juillet à fin août.
Un sentier de randonnée, le chemin de la Montagne de Crestou en fait le tour et le relie au village.

## Faune et flore
Le lac héberge un nombre important d'espèces d'oiseaux (cincle plongeur, milan royal, grèbe huppé,,,) et d'une zone humide d'intérêt patrimonial avec la présence d'une espèce rare et protégée : la Droséra intermédiaire (Drosera intermedia). 
Il est compris dans le périmètre du parc naturel régional de l'Aubrac.

## Tournages
Le lac a servi de décor lors du tournage de la mini-série télévisée L'Éclipse réalisée par Franck Brett et diffusée en 2024.